# Trondheim
Trondheim Norvégia harmadik legnagyobb városa, Sør-Trøndelag megye székhelye. A 997-ben alapított város ma az oktatás, a technikai és gyógyászati kutatás központja, több mint 30 000 tanulóval. A város lakossága 198 777 fő (2024. jan. 1.), míg Trondheim régióé 246 751 fő.

## Földrajz
A város a Nid-folyó (Nidelva) torkolatánál, a Trondheim-fjord (Trondheimsfjorden) partján fekszik. A nyári napforduló idején a Nap 03:00 és 23:40 között látható az égen, és éjszaka is igen kevéssel ereszkedik a horizont alá, tehát május 20. és július 20. között nem beszélhetünk valódi éjszakai sötétségről. A téli napforduló idején a Nap csupán 10:00 és 14:30 között látható az égen, és ekkor is csak kevéssel emelkedik a horizont fölé. Trondheim község legmagasabb pontja az 565 m magas Storheia hegy.

### Éghajlat
Trondheim éghajlata túlnyomórészt óceáni, de a környező hegyek takarják az erős partmenti szelektől. Az eddig mért legmagasabb hőmérséklet +35 °C (1901. július 22.), a leghidegebb érték -26,1 °C (1899-ben).
| Hónap                           | Jan. | Feb. | Már. | Ápr. | Máj. | Jún. | Júl. | Aug. | Szep. | Okt. | Nov. | Dec. | Év  |
| ------------------------------- | ---- | ---- | ---- | ---- | ---- | ---- | ---- | ---- | ----- | ---- | ---- | ---- | --- |
| Átlagos max. hőmérséklet (°C)   | 1,9  | −0,6 | 4,6  | 11,0 | 14,7 | 16,7 | 20,0 | 19,8 | 14,4  | 7,0  | 6,1  | 0,6  | 9,7 |
| Átlagos min. hőmérséklet (°C)   | −3,5 | −5,4 | −0,8 | 3,6  | 6,2  | 8,5  | 11,8 | 11,9 | 8,4   | 1,3  | 0,2  | −5,0 | 3,1 |
| Átl. csapadékmennyiség (mm)     | 92   | 93   | 52   | 17   | 52   | 65   | 134  | 54   | 204   | 78   | 22   | 53   | 916 |
| Forrás: Meteorologisk institutt |      |      |      |      |      |      |      |      |       |      |      |      |     |

## Történelem
A régióban már több ezer éve élnek emberek. Az ősi időkben a norvég királyokat a Trondheimben tartott népgyűlés (Øretinget) választotta meg. A Nid-folyó torkolatánál tartott gyűlésen minden szabad férfi részt vehetett. I. (Széphajú) Haraldot (860 k. – 930 k.) és fiát, I. (Jóságos) Haakont is itt választották meg. Olaf Tryggvason király 997-ben Kaupangennek nevezte el („piachely”, vagy „kereskedelmi hely”). Hamarosan azonban Nidarosnak (Nid-torkolat) kezdték hívni. Eleinte csak királyi székhely volt, később Norvégia fővárosa, egészen 1217-ig.
Leif Eriksson is itt élt 1000 körül, mint Olaf király katonai alkalmazottja.
Trondheim városa a Nid-folyó torkolatánál helyezkedik el, annak kiváló hajózási adottságai, és védett helyzetének következtében. A folyó elég mély volt a középkori hajók számára, a 17. század közepén azonban egy sár- és kőlavina lerontotta hajózhatóságát, és a kikötőt is részben megsemmisítette.

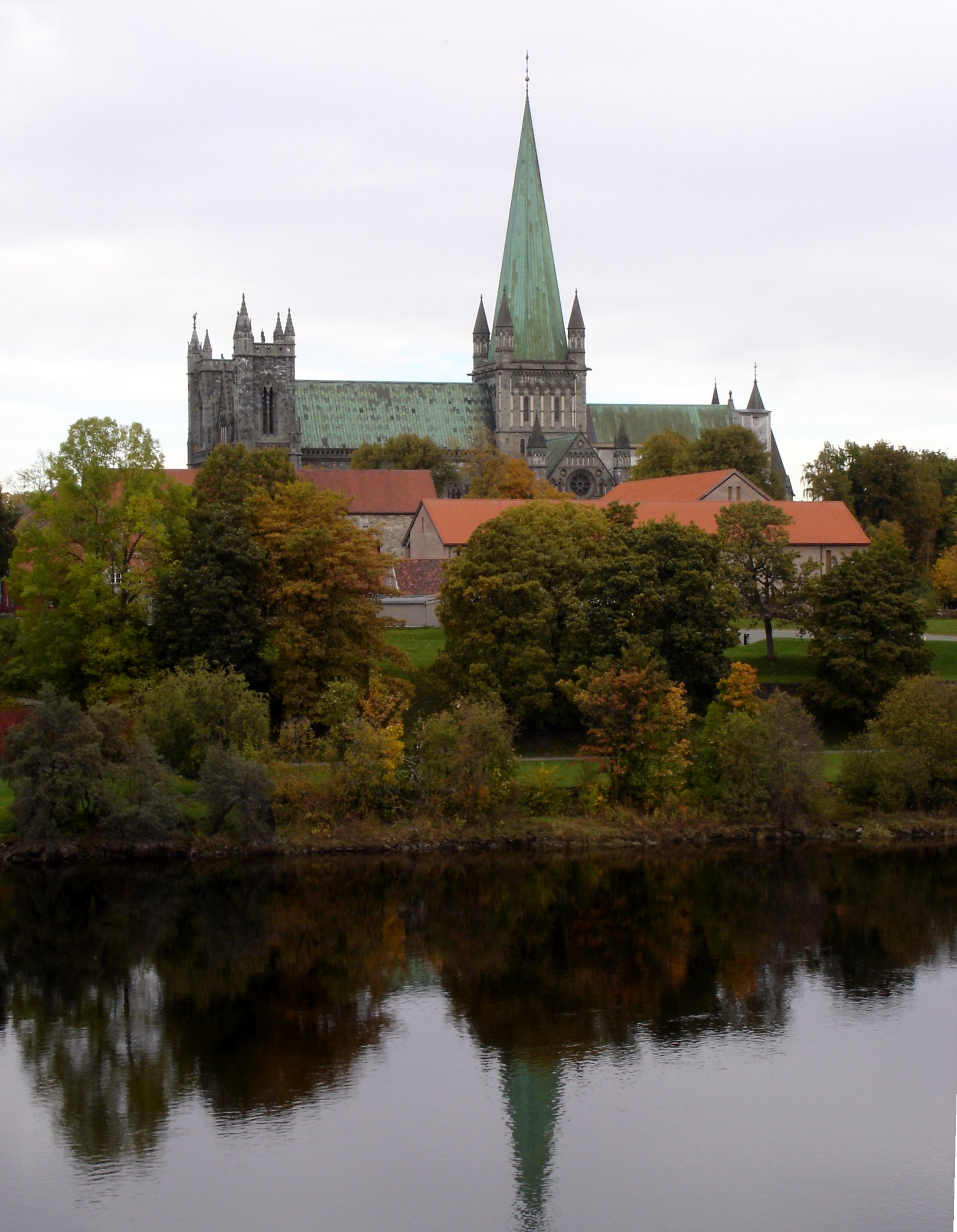
A Nidarosi katedrális, a folyó déli partjáról nézve

Trondheim 1152-től volt székhelye a norvég (katolikus) érsekségnek.  1537-ben a lutheránus vallás terjedése következtében az utolsó érseknek menekülnie kellett a városból.
A város több nagy tűzvészt is átélt. Mivel főként fából építkeztek, a tüzek súlyos károkat okoztak. Jelentősebb tűzvészek: 1598, 1651, 1681, 1708, 1717 (kétszer is), 1742, 1788, 1841 és 1842. Emellett számos kisebb tűzvész is sújtotta a várost. Az 1651-es tűzvész során a város határain belül az épületek 90%-a megsemmisült. Az 1681-es tűzvészt a város majdnem teljes átépítése követte, Johan Caspar von Cicignon (luxemburgi származású katonatiszt) irányítása mellett. Széles sugárutak épültek, mint például a Munkegaten, a telekhatárokat  figyelmen kívül hagyva, a tűzesetek megállításának céljából.
A második világháború alatt az ország területe német megszállás alá került 1940 áprilisától egészen a háború végéig, 1945 májusáig. A németek a várost Drontheimnek nevezték, kikötőjét tengeralattjáró-támaszpontnak használták, és tervbe vették egy 250 000 fős új városrész (Neu-Drontheim) építését a várostól 15 km távolságban délkeletre.

## Turizmus
Trondheim két legfontosabb idegenforgalmi látványossága a nidarosi katedrális (Nidarosdom) és az érseki palota (Kongsgaarden). Ezek az épületek egymás mellett állnak az óváros közepén. Az 1070-ben elkezdett hatalmas katedrális  Norvégia legjelentősebb gótikus épülete és Észak-Európa legjelentősebb zarándokhelye volt a középkorban. Zarándokutak vezettek ide Dél-Norvégiából, Oslóból és a közeli svéd régiókból is. A középkorban, majd Norvégia függetlenségének 1905-ös visszaállítása óta ismét a nidarosi katedrális lett a norvég királyok koronázó temploma. Mellette található a püspöki palota, a Erkebispegården, szó szerinti fordításban a püspök kertje. Az épület alapjai a XII. századból származnak. Említésre érdemesek még a város hídjai is, köztük a Gamle Bybro.
A várossal szemben, a Trondheim-fjordban található kis Munkholmen sziget kellemes kirándulóhely. Ősi bencés-rendi kolostor romjai találhatók itt, és egy középkori erődítmény és börtön, melynek leghíresebb foglya Peder Schumacher Griffenfeld dán gróf és államférfi volt, aki 1680-99 között sínylődött itt. Victor Hugo erről a korszakról írta Izlandi Han („Han d'Islande”) c. romantikus regényét.

## Sport
Van egy labdarúgócsapata, a Rosenborg BK.

## Testvérvárosok

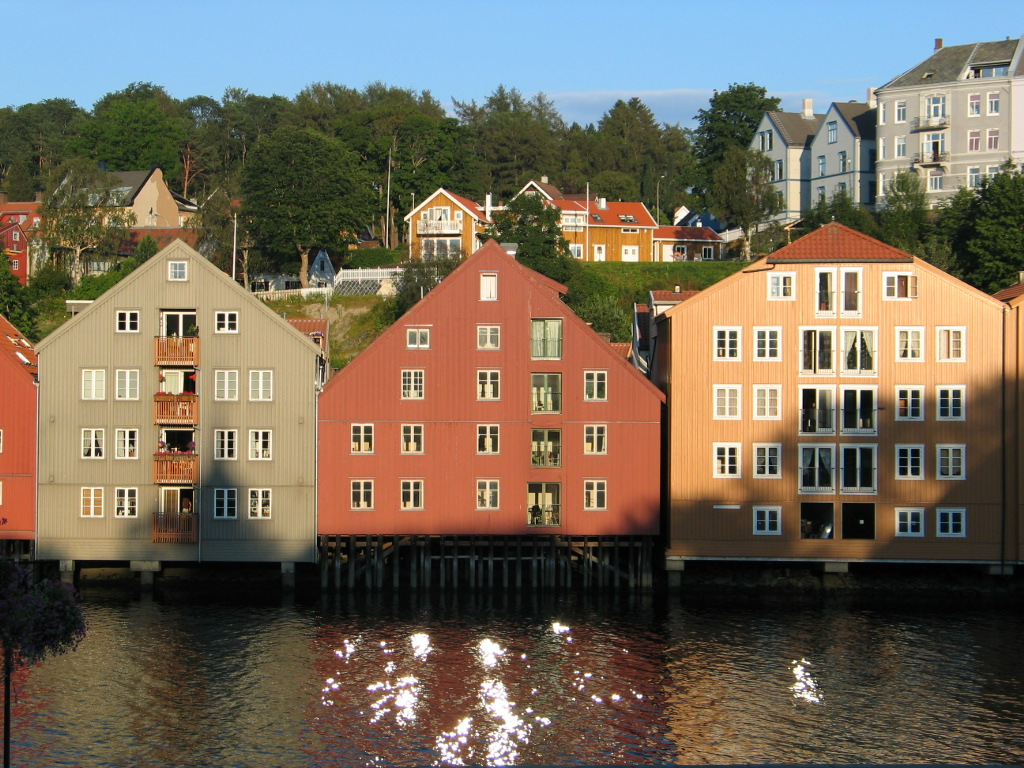
Faépületek a folyóparton

Trondheim a következő településekkel áll testvérvárosi kapcsolatban:
| - Dunfermline, Skócia (1945) - Kópavogur, Izland (1946) - Norrköping, Svédország (1946) - Odense, Dánia (1946) - Tampere (Tammerfors), Finnország (1946) - Split, Horvátország (1956) |  | - Vallejo, Kalifornia, Egyesült Államok (1956) - Graz, Ausztria (1964) - Darmstadt, Németország (1968) - Petah Tikva, Izrael (1975) - Tiraszpol, Moldova (1987) - Rámalláh, Palesztina (2004) |

A fentieken kívül további városokkal is szoros együttműködést tart fenn:
| - Klaksvík, Feröer - Upernavik, Grönland |  | - Östersund, Svédország - Sundsvall, Svédország |